# Локса (Харьюмаа)
Ло́кса (эст. Loksa), в 1977—1999 годах Ко́тка (эст. Kotka), народное название А́асукюла (эст. Aasuküla) — деревня на севере Эстонии в волости Куусалу, уезд Харьюмаа. 

## География и описание

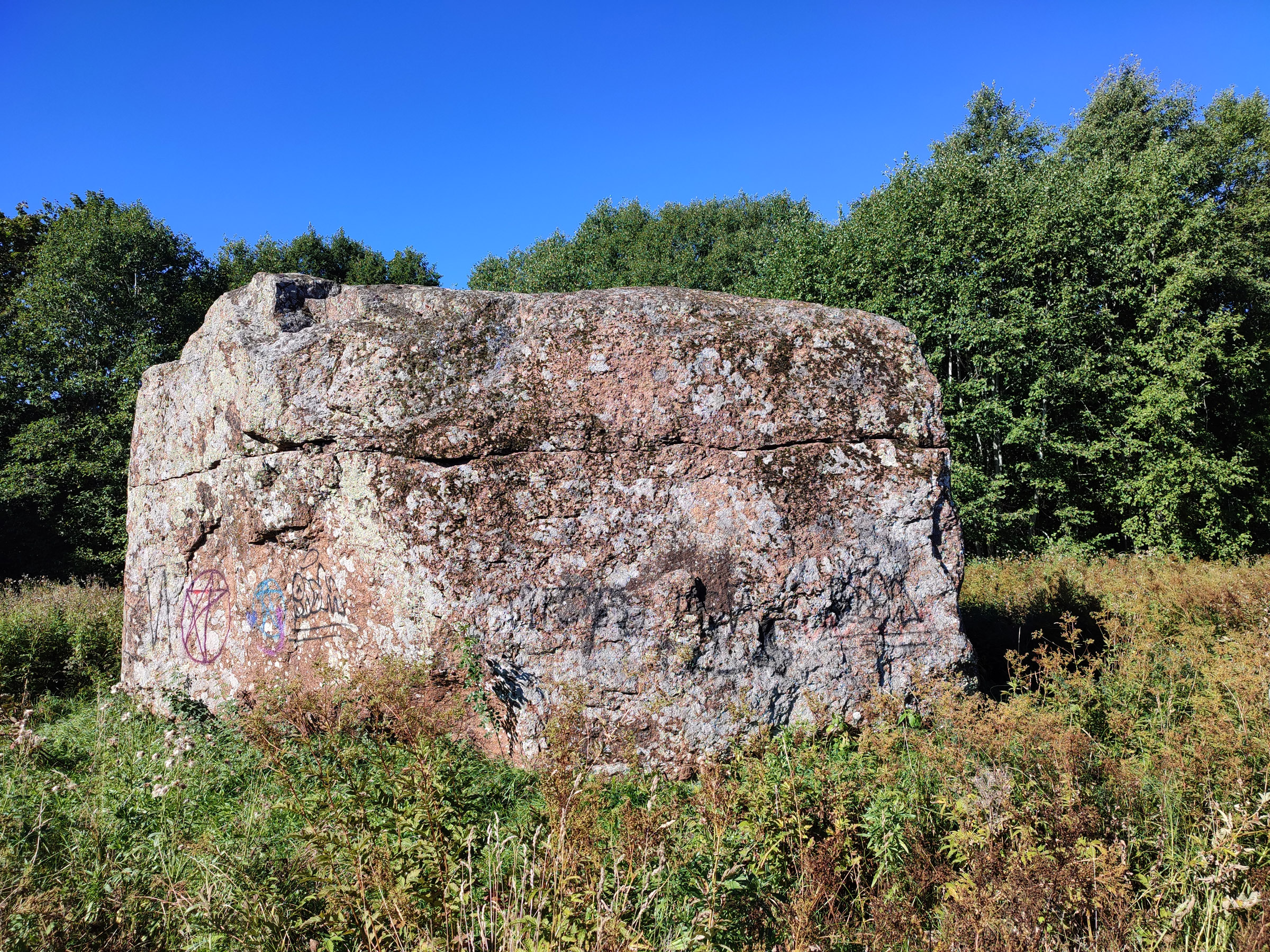
Валун Мардимику в деревне Локса, 2022 год

Деревня расположена недалеко от устья реки Валгейыги, на территории национального парка Лахемаа, у дороги из города Локса в Вийнисту. Высота над уровнем моря — 27 метров.
Валгейыги является важным местом нереста лосося и форели. На территории деревни находятся два ледниковых валуна под общим названием Мардимику. Бо́льший из них имеет следующие размеры: длина 9,2 м, ширина 8,1 м, высота 4,3 м и охват 27,3 м. С 1937 года оба валуна охраняются государством.
Климат умеренный. Официальный язык — эстонский. Почтовый индекс — 74704.

## Население
По данным переписи населения 2021 года, в Локса проживали 42 человека, из них 39 (97,5 %) — эстонцы.
Численность населения деревни Локса по данным переписей населения:
| Год  | 1959 | 1970  | 1979 | 1989 | 2000 | 2011 | 2021 |
| ---- | ---- | ----- | ---- | ---- | ---- | ---- | ---- |
| Чел. | 171  | ↘ 123 | ↘ 73 | ↘ 70 | ↗ 74 | ↘ 53 | ↘ 42 |

## История
В письменных источниках 1630–1631 годов упоминается Lox Peter (свободный крестьянин деревни Колга), 1637 года — Locksa Peter (крестьянин мызы Кольк (Колга)), 1687 года — Loxa (три рыбацких хутора мызы Кынну), 1694 и 1699 годов — Loxa Byy, 1798 года — Loksa (деревня и часовня). Часовня рядом с деревней появилась не позднее XVII века, согласно церковной летописи Куусалу, она была отремонтирована в 1629 году. 
Чтобы избежать путаницы с городом Локса, в 1977 году деревня Локса была переименована в деревню Котка. В 2000 году северная часть деревни Локса была восстановлена как официальная деревня, а южная часть осталась под названием Котка.

## Происхождение топонима
Название деревни содержит эстонское старинное слово loks ~ loksu —  «мелкое, водянистое место», «болото». 

## Комментарии
1. ↑  Эстонские топонимы, оканчивающиеся на -а, не склоняются и не имеют женского рода (исключение — Нарва)[10].